# Саундтрек

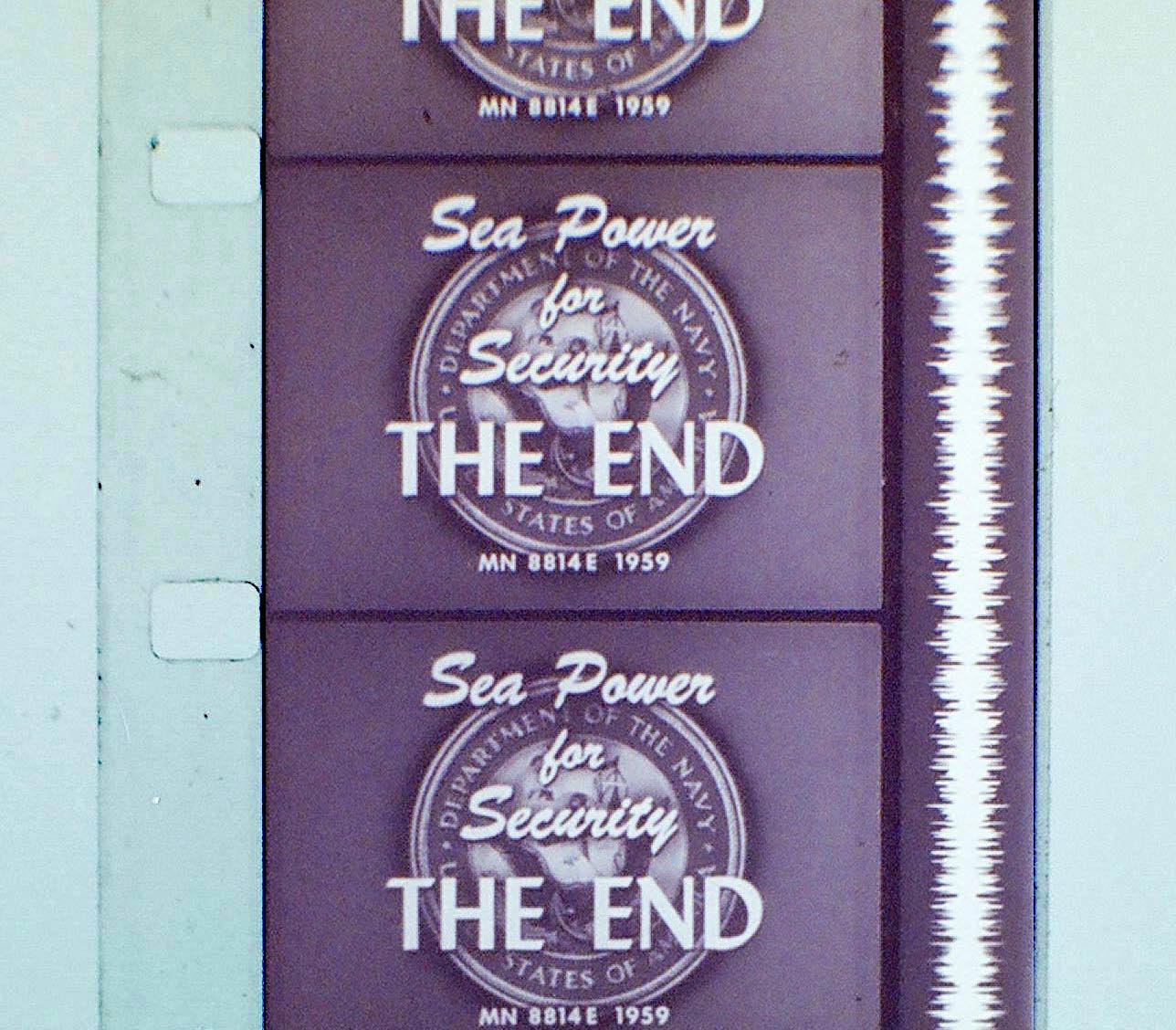
16-мм фильм, показывающий звуковую дорожку справа

Саундтрек (англ. soundtrack) — записанный звук, сопровождающий и синхронизированный с изображениями книги, драмы, фильма, радиопрограммы, телевизионной программы или компьютерной игры; в разговорной речи, коммерчески выпущенный саундтрек-альбом с музыкой, представленной в саундтреке фильма, видео или телевизионной презентации; или физическая область фильма, которая содержит синхронизированный записанный звук.
В терминологии киноиндустрии звуковая дорожка — аудиозапись, созданная или используемая в кинопроизводстве или постпроизводстве. Первоначально диалоги, звуковые эффекты и музыка в фильме имеют свою отдельную композицию, потом они смешиваются воедино, чтобы сделать так называемую составную дорожку, которая слышна в фильме. Дублированная дорожка часто создаётся позже, когда фильмы дублируются на другом языке. Она также известна как дорожка M&E (музыка и эффекты). Дорожки M&E содержат все звуковые элементы кроме диалога, который предоставляется иностранным дистрибьютором на родном языке его территории.
Текущие словарные записи для саундтрека определяются как существительное и глагол. Ранняя попытка популяризировать термин звуковая дорожка была напечатана в журнале Photoplay в 1929 году. Запись технического словаря 1992 года в Академическом словаре науки и техники не различает форму звуковой дорожки и саундтрека.
Сокращение саундтрек появилось в общественном сознании с появлением так называемых саундтрек-альбомов в конце 1940-х годов. Впервые задуманные кинокомпаниями как рекламный трюк для новых фильмов, эти коммерчески доступные записи были помечены и рекламировались как «музыка из оригинального саундтрека к фильму» или «музыка из и вдохновлённая фильмом». Вскоре эти фразы были сокращены до «оригинального саундтрека к фильму». Точнее, такие записи сделаны из музыкальной дорожки фильма, потому что они обычно состоят из музыки из фильма, а не из составной (звуковой) дорожки с диалогами и звуковыми эффектами.
Термин оригинальный саундтрек (OST), часто используемый для названий саундтрек-альбомов, иногда также используется для дифференциации оригинальной музыки, услышанной и записанной, от перезаписи или кавер-версии.

## Типы записей
Типы записей саундтреков включают в себя:
1. Саундтреки к музыкальным фильмам предназначены для киноверсий музыкального театра; они сосредоточены в первую очередь на песнях.
(Примеры: Бриолин, «Поющие под дождём»)
2. В саундтреках к фильмам представлены в первую очередь инструментальные музыкальные темы и фоновая музыка из фильмов.
(Примеры: «Волшебник из страны Оз», «Психо»[7])
3. Для фильмов, которые содержат как оркестровые саундтреки, так и поп-песни, оба типа музыки.
(Примеры: серия «Шрек»)
4. Альбомы популярных песен, которые полностью или частично слышны на фоне немузыкальных фильмов.
(Примеры: «Неспящие в Сиэтле», «Когда Гарри встретил Салли»)
5. Саундтреки к компьютерным играм часто выпускаются после выхода игры, обычно состоящие из темы и фоновой музыки из уровней игры, меню, заставок, промо-материалов (например, целых песен, в игре использовались только сегменты), вырезанных сцен и иногда звуковых эффектов, используемых в игре.
(Примеры: Sonic Heroes, The Legend of Zelda: Ocarina of Time)
6. Альбомы, которые содержат музыку и диалоги из фильма, такие как «Ромео и Джульетта» или первый аутентичный саундтрек к фильму «Волшебник страны Оз».

Саундтрек к мультфильму Уолта Диснея «Белоснежка и семь гномов» был первым коммерчески выпущенным саундтреком. Он был выпущен в январе 1938 года RCA Victor Records на нескольких дисках с 78 RPM под названием Songs from Walt Disney's Snow White and the Seven Dwarfs (with the Same Characters and Sound Effects as in the Film of That Title) и с тех пор выходили многочисленные расширения и переиздания.
Первым музыкальным фильмом с коммерчески выпущенным саундтрек-альбомом была биография MGM 1946 года композитора Show Boat Джерома Керна, Till the Clouds Roll By. Альбом был первоначально выпущен в виде набора из четырех 10-дюймовых записей 78 об/мин. Только восемь подборок из фильма были включены в это первое издание альбома. Для того, чтобы песни были записаны в сторону записи, музыкальный материал нуждался в редактировании и манипуляциях. Это было до того, как существовала лента, поэтому продюсеру записей нужно было копировать сегменты с дисков воспроизведения, используемых на съёмочной площадке, а затем копировать и повторно копировать их с одного диска на другой, добавляя переходы и перекрёсты до создания окончательной записи. Излишне говорить, что было несколько версий удалено от оригинала, и качество звука пострадало из-за него. Записи воспроизведения были специально записаны без реверберации; в противном случае это выглядело бы как слишком пустое звучание в больших кинотеатрах. Это заставило эти альбомы звучать плоско и коробчато.

### Терминология
MGM Records назвала эти «оригинальные альбомы актерского состава» в стиле шоу Decca Broadway в основном потому, что материал на дисках не будет включён в фильм, тем самым создавая самое большое различие между «Original Motion Picture Soundtrack», который, в самом строгом смысле, будет содержать музыку, которая будет включена в фильм, если домашний пользователь будет играть один рядом с другим, и «Original Cast Soundtrack», который в самом строгом смысле будет ссылаться на студийные записи киномузыки оригинальным актёрским составом, но которые были отредактированы или перестроены для времени и контента и не будут включены в фильм.
На самом деле, продюсеры саундтреков по-прежнему неоднозначны в отношении этого различия, и названия, в которых музыка в альбоме «фиксируется» с изображением, могут быть помечены как OCS, а музыка из альбома, который «не» блокирует изображение, могут называться OMPS.
Фраза «записанный непосредственно из саундтрека» некоторое время использовалась в 1970-х, 1980-х и 1990-х годах, чтобы отличить материал, который будет включён в фильм, от того, что не будет (за исключением альтернативных записей и альтернативного вокала или соло). Однако, отчасти потому, что многие «film takes» на самом деле состояли из нескольких различных попыток отредактировать песню вместе, со временем этот термин также стал запутанным. Например, в тех случаях, когда запись, используемая в фильме, не может быть найдена в изолированной форме (без M&E), вместо этого могут быть использованы вышеупомянутые альтернативные записи и альтернативные вокальные и сольные выступления.
В результате всей этой двусмысленности с годами термин «саундтрек» стал широко применяться к любой записи из фильма, будь то взятый из фактического саундтрека фильма или перезаписанный в студии раньше или более позднее время. Этот термин также иногда используется для записей бродвейских актёров.
Неопределённости этого термина способствуют такие проекты, как The Sound of Music Live!, которые были сняты в прямом эфире на съёмочной площадке для специального праздничного сезона NBC, впервые транслировавшегося в 2013 году. «Альбом», выпущенный за три дня до трансляции, содержал предварительные студийные записи оригинального актёрского состава всех песен, использованных в спецвыпуске, но поскольку только оркестровая часть материала из альбома такая же, как и в спецвыпуске (т.е. вокал исполнялся вживую над предварительно записанной композицией), это создаёт аналогичную формальность. Хотя «инструментальная музыкальная кровать» с компакт-диска будет заблокирована на картинке, вокальные выступления не будут (хотя можно создать полную запись саундтрека, сняв вокальные выступления с DVD, стирая альтернативные вокальные записи с компакт-диска и объединив их).
Среди самых заметных альбомов саундтреков MGM были альбомы фильмов Good News, «Пасхальный парад», Annie Get Your Gun, «Поющие под дождём», Show Boat, «Театральный фургон», «Семь невест для семерых братьев» и «Жижи».

### Альбомы музыки к фильмам
Альбомы музыки к фильмам на самом деле не стали популярными до эпохи LP, хотя некоторые из них были выпущены в альбомах с 78 об/мин. Музыка Алекса Норта для фильма Трамвай «Желание»» была выпущена на 10-дюймовом LP Capitol Records и продавалась так хорошо, что лейбл переиздал её на одной стороне 12-дюймового LP с некоторой музыкой из фильмов Макс Стайнер на обратной стороне.
Пиза Стайнера для фильма «Унесённые ветром» была записана много раз, но когда фильм был перевыпущен в 1967 году, MGM Records выпустила альбом знаменитой музыки, записанный непосредственно из саундтрека. Как и в перевыпуске фильма в 1967 году, эта версия музыки была искусственно «усилена для стерео». В последние годы Rhino Records выпустила набор из 2 компакт-дисков с полной музыкой к фильму, восстановленной до оригинального моно-звучания.
Одной из самых продаваемых фильмов всех времен была музыка Джона Уильямса из фильма «Звёздные войны». Многие альбомы саундтреков к фильмам выходят из печати после того, как фильмы заканчивают свои театральные показы, а некоторые стали чрезвычайно редкими коллекционными предметами.

### Треки композитной пленки включены в запись
В нескольких редких случаях весь диалог фильма был выпущен на пластинках. Фильм Франко Дзеффирелли «Ромео и Джульетта» был выпущен в виде 4-LP, в виде одного LP с музыкальными и диалоговыми отрывками и в качестве альбома, содержащего только музыку фильма. Новаторский фильм «Кто боится Вирджинии Вулф?» был выпущен Warner Bros Records в виде 2-LP, содержащего практически все диалоги из фильма. RCA Victor также выпустила двойной альбом, на котором были практически все диалоги из саундтрека к фильму «Человек на все времена», Decca Records выпустила двойной альбом из фильма Man of La Mancha, а Disney Music Group (ранее Buena Vista Records) выпустила аналогичный двойной саундтрек к мультфильму «Хоббит».

## Саундтреки к фильмам и телевидению
Когда выходит блокбастер или телевизионный сериал, альбом в виде саундтрека обычно выходит вместе с ним.
Саундтрек обычно содержит инструменты или, в качестве альтернативы, музыку к фильму. Но он также может включать песни, которые были спеты или исполнены персонажами в сцене (или кавер-версию песни в СМИ, перезаписанной популярным артистом), песни, которые использовались, как преднамеренная или непреднамеренная фоновая музыка в важных сценах, песни, которые были услышаны в заключительных титрах, или песни без видимых причин, связанные со СМИ, кроме как для продвижения, которые были включены в саундтрек.
Саундтреки обычно выпускаются на крупных звукозаписывающих лейблах (так же, как если бы они были выпущены музыкальным исполнителем), а песни и сам саундтрек также могут быть в музыкальных чартах и получать музыкальные награды.
По соглашению, «саундтрек» может содержать все виды музыки, включая музыку «вдохновлённую», но на самом деле не появляющуюся в фильме; «музыка» содержит только музыку композиторов оригинального фильма.
В то же время саундтрек может идти вразрез с нормальностью (обычно используется во франшизах поп-культуры) и содержит недавно выпущенные и/или эксклюзивные оригинальные подборки поп-музыки (некоторые из которых сами по себе занимают высокие позиции в чартах, которые из-за того, что были выпущены на другой франшизе, достигли своего пика) и просто используется в рекламных целях для известных артистов или новых или неизвестных исполнителей. Эти саундтреки содержат музыку, которую совсем не слышно в кино/телевидении, и любая художественная или лирическая связь является чисто случайной.
Однако в зависимости от жанра СМИ саундтрек популярных песен будет иметь законный узор; беззаботный роман может включать в себя любовные песни easy listening, в то время как более мрачный триллер будет состоять из хард-рока или городской музыки.
В 1908 году Камиль Сен-Санс сочинил первую музыку специально для использования в фильме (L'assasinat du duc de Guise), а выход записей песен, используемых в фильмах, стал распространён в 1930-х годах. Генри Манчини, который выиграл премию «Эмми» и две премии «Грэмми» за саундтрек к сериалв «Питер Ганн», был первым композитором, получившим широкий хит с песней из саундтрека.
До 1970-х годов саундтреки (за некоторыми исключениями) сопровождали мюзиклы и были альбомами, в котором были представлены вокальные и инструментальные (и инструментальные версии вокальных песен) музыкальные подборки, исполненные актёрами, или кавер-версии песен, спетые другим исполнителем.
После 1970-х годов саундтреки начали включать в себя большее разнообразие, и потребители музыки ожидали саундтрек к фильму или телевидению. Большинство лучших песен в чартах были показаны или выпущены в саундтрек-альбоме к фильму или телевидению.
В последние годы термин «саундтрек», по-видимому, как утих. В настоящее время это в основном относится к инструментальной фоновой музыке, используемой в этих СМИ. Популярные песни, представленные в фильме или телесериале, вместо этого выделяются и упоминаются в титрах, а не как часть «саундтрека».

## Психология музыки и саундтреков к фильмам
В конце 1980-х годов когнитивная психология и психология музыки начали расследование влияния саундтрека на интерпретацию аудиовизуальных стимулов. Канадский психолог Аннабель Джей Коэн — один из первых учёных, которые систематически изучали взаимосвязь между музыкой и движущимся изображением в процессе интерпретации коротких анимационных видео. Её исследования сходились в «Модели ассоциации конгруэнтности музыки и мультимедиа». Более поздние эмпирические исследования доказали, что музыка в фильме выходит далеко за рамки роли эмоционального аксессуара в контексте фильма; contrarily, it can radically alter the empathy experienced by the viewers toward the characters on screen, attributed emotions (e.g., whether a character is happy or sad), оценка живописной среды, предвкушение сюжета и моральное суждение персонажей. Кроме того, исследования окулография и пупиллометрия показали, что музыка в кино способна влиять на направление взгляда и расширение зрачка в зависимости от её эмоциональной валентности и передаваемой семантической информации. Недавно новые эксперименты показали, что музыка из фильмов может изменить восприятие времени во время просмотра фильмов; в частности, саундтреки, которые считаются активирующими и возбуждающими, приводят к переоценке времени, а не к более расслабляющей или грустной музыке. Также было доказано, что саундтреки формируют память о сцене, которую формируют зрители, до такой степени, что их воспоминания согласуются с семантическим содержанием музыки.

## Саундтреки к компьютерным играм
Саундтрек также может относиться к музыке, используемой в компьютерных играх. В то время как звуковые эффекты почти повсеместно использовались для действий, происходящих в игре, музыка, сопровождающая игровой процесс, была более поздней разработкой. Роб Хаббард и Мартин Голуэй были ранними композиторами музыки для игр для компьютера Commodore 64 1980-х годов. Кодзи Кондо был ранним и важным композитором для игр Nintendo. По мере совершенствования технологии полифонические и часто оркестровые саундтреки заменили простые монофонические мелодии, начиная с конца 1980-х годов, и саундтреки к популярным играм, таким как Dragon Quest и серия Final Fantasy, начали выходить отдельно. В дополнение к композициям, написанным специально для компьютерных игр, появление технологии CD позволило разработчикам включать лицензированные песни в свой саундтрек (серия Grand Theft Auto является хорошим примером этого). Кроме того, когда Microsoft выпустила Xbox в 2001 году, она имела опцию, позволяющую пользователям настраивать саундтрек для определённых игр, передавая компакт-диск на жёсткий диск.

## Саундтреки к тематическим паркам, круизным судам и мероприятиям
Как в Sound of Music Live! Музыка или диалог, о котором идёт речь, были подготовлены специально для использования в мероприятии, подобном описанному выше.
В случае тематических парков актёры могут быть одеты в большие костюмы, где их лица могут быть скрыты. Они подходят к предварительно записанной музыке, эффектам и повествовательной композиции, которая может звучать так, как будто она была взята из фильма, или может звучать так, как будто она была слишком драматизирована для эффекта.
В случае круизных судов небольшие сценические пространства не допускают полной оркестровки, так что, возможно, более крупные инструменты могут быть предварительно записаны на бэк-трек, а остальные инструменты могут играть вживую, или обратное может произойти в таких случаях, как Elvis: The Concert или Sinatra: His Voice. His World. His Way, оба из которых используют изолированные вокальные и видео-выступления в сопровождении живой группы.
В случае саундтреков к мероприятиям, большие общественные собрания, такие как Hands Across America, концерт Live Aid, празднование 200-летия конституции в Филадельфии США, концерты The MUSE или различные мероприятия Greenpeace (т.е. The First International Greenpeace Record Project, Rainbow Warriors и Alternative NRG) были специально написаны для мероприятия, которое впоследствии было продано для записи, а затем было куплено для видео.

## Саундтреки к книгам
Существует лишь несколько случаев, когда целый саундтрек написан специально для книги.
«Kaladin», саундтрек к книге популярного фэнтезийного романиста Брэндона Сандерсона «Путь королей», был написан The Black Piper. Black Piper, родом из Прово, штат Юта — объединенная группа композиторов, которые разделяют любовь к фэнтезийной литературе. «Kaladin» был профинансирован через Kickstarter и заработал более 112 000 долларов. Он вышел в декабре 2017 года.
Бестселлер New Yourk Times, Green Rider от Кристен Британии, отпраздновал свое 25-летие выходом одноимённого саундтрека к книге. Он был записан в Юте с участием артистки Дженни Оукс Бейкер и Уильяма Арнольда и вышел в 2018 году.
Саундтрек для произведений Дж. Р. Р. Толкина «Хоббит» и «Властелин колец» были написаны Крейгом Расселом для Молодёжной симфонии Сан-Луис-Обиспо по заказу в 1995 году. Он был выпущен в 2000 году Симфоническим оркестром Сан-Луис-Обиспо.
Для романа франшизы «Звёздные войны» Shadows of the Empire (написанный Стивом Перри), Lucasfilm выбрала Джоэла Макнили для написания музыки. Это был эксцентричный, экспериментальный проект, в отличие от всех других саундтреков, так как композитору разрешалось передавать общие настроения и темы, вместо того, чтобы писать музыку для конкретных сцен. Проект под названием «Sine Fiction» сделал несколько саундтреков к романам писателей научной фантастики, таких как Айзек Азимов и Артур Кларк, и на данный момент выпустил 19 саундтреков к научно-фантастическим романам или рассказам. Все они доступны бесплатно.
Автор Л. Рон Хаббард сочинил и записал саундтрек-альбом к своему роману Battlefield Earth под названием Space Jazz. Он продавал концептуальный альбом как «единственный оригинальный саундтрек, когда-либо созданный для книги, прежде чем она станет фильмом». Есть ещё два саундтрека к романам Хаббарда: Mission Earth от Эдгара Винтера и To the Stars от Чика Кориа.
Роман Урсулы Ле Гуин Always Coming Home изначально был выпущен в бокс-сете с аудиокассетой под названием «Музыка и поэзия Кеша», в которой представлены три стихотворения и десять музыкальных композиций Тодда Бартона.
В комиксах графический роман Дэниела Клоуза Like a Velvet Glove Cast in Iron имел официальный саундтрек-альбом. Оригинальный чёрно-белый Nexus #3 из комиксов Capitol включал Flexi-Nexi, который был саундтреком flexi-disc для этого выпуска. Trosper Джима Вудринга включает в себя саундтрек-альбом, написанный и исполненный Биллом Фриселлом, а в Absolute Edition The League of Extraordinary Gentlemen: Black Dossier планируется включить оригинальную виниловую пластинку. К комиксу «Ворон» вышел саундтрек-альбом под названием Fear and Bullets, чтобы совпасть с ограниченной серией графического романа в твёрдом переплете. К комиксу Hellblazer вышел ежегодник с песней под названием Venus of the Hardsell.
В бразильском графическом романе Achados e Perdidos (Lost and Found), написанном Эдуардо Дамасцено и Луисом Фелипе Гаррочо, был оригинальный саундтрек, написанный музыкантом Бруно Ито. Книга была опубликована в 2011 году после краудфандинговой кампании и сопровождалась компакт-диском с восемью песнями (по одной для каждой главы истории). В 2012 году этот графический роман получил награду Troféu HQ Mix (самая важная бразильская награда за комиксы) в категории «Специальная дань».
По мере того, как доступ к Интернету становился всё более распространенным, возникла аналогичная практика сопровождения печатной работы загружаемой тематикой, а не полным и физически опубликованным альбомом. Тематические песни для комиксов Nextwave, Беглецы, Achewood' и Dinosaur Comics являются примерами этого. Новелла Chasing Homer Ласло Краснахоркая была опубликована с оригинальным саундтреком Миклоша Сильвестера, доступным через QR-код в начале каждой главы.
В Японии такие примеры музыки, вдохновлённой произведением и не предназначенной для саундтрека к радиопьесе или её киноадаптации, известны как image album или character song, хотя это определение также включает в себя такие вещи, как демо-саундтрек к фильму, вдохновлённый концепт-артом, и песни, вдохновлённые телесериалом, которые в них не представлены. Многие аудиокниги имеют некоторую форму музыкального аккомпанемента, но они, как правило, недостаточно обширны, чтобы быть выпущенными в качестве отдельного саундтрека.